# 圣维托-迪法加尼亚
圣维托-迪法加尼亚（義大利語：San Vito di Fagagna），是意大利弗留利-威尼斯朱利亚大区乌迪内省的一个市镇。总面积8.53平方公里，人口1711人，人口密度200.6人/平方公里（2009年）。ISTAT代码为030106。